# Ol' Man River
"Ol' Man River" är en sång med musik av Jerome Kern, och text av Oscar Hammerstein II. Den är med i musikalen Teaterbåten från 1927.

### Fotnoter
1. ↑  Show Boat | IBDB: The official source for Broadway Information